# جيمس ريجنالد كولي
جيمس ريجنالد كولي هو سياسي كندي، ولد في 26 مارس 1880 في يوركشاير في المملكة المتحدة، وتوفي في 8 نوفمبر 1968 في فيكتوريا في كندا.